# Yasin Kolo
Yasin Garcia Kolo (* 25. Mai 1992 in Göttingen) ist ein deutscher Basketballspieler. Der 2,08 Meter lange Centerspieler spielt derzeit bei den Kirchheim Knights.

## Werdegang
Kolo begann in seiner niedersächsischen Heimatstadt Göttingen mit dem Basketballsport und spielte in der Jugendabteilung des ASC 1846 Göttingen. In der Saison 2009/10 absolvierte er 16 Partien für die Herrenmannschaft des ASC in der 2. Regionalliga sowie weitere Einsätze für die Spielgemeinschaft „Team Göttingen“ in der Nachwuchs-Basketball-Bundesliga und ging zur Folgesaison in die Vereinigten Staaten, wo er ein Jahr an der Fayetteville Christian School im Bundesstaat North Carolina spielte. Zur Saison 2011/12 nahm Kolo ein Studium an der East Carolina University (ECU) aus der NCAA Division 1 auf und erhielt einen Platz im ECU-Kader. Innerhalb von zwei Spielzeiten kam er für East Carolina in lediglich zehn Partien zum Einsatz und erzielte im Durchschnitt 2,2 Punkte pro Begegnung – zeitweise musste er aufgrund eines gebrochenen Fußes aussetzen.
Nach zwei Jahren bei ECU entschloss er sich zum Wechsel zur University of Hartford (ebenfalls NCAA Division 1), wurde dort jedoch auch nur selten eingesetzt (sieben Spiele bei einem Punkteschnitt von 7,0 in der Saison 2013/14).
Kolo vollzog einen erneuten Wechsel und schloss sich 2014 der Bellarmine University, einer Hochschule der NCAA Division 2 in Louisville (Bundesstaat Kentucky), an. Während der Saison 2014/15 war er aufgrund der Transferbestimmungen nicht für den Spielbetrieb zugelassen, wurde in seiner Abschlusssaison (2015/16) aber ein Leistungsträger der „Knights“. Er erzielte in 29 Einsätzen im Schnitt elf Punkte sowie 5,8 Rebounds. Er beantragte die Spielberechtigung für ein sechstes Jahr in der NCAA, schlug dann aber eine Profilaufbahn ein: Kolo kehrte in sein Heimatland zurück und unterschrieb im Juli 2016 einen Zweijahresvertrag beim Bundesligisten Tigers Tübingen. Nach dem Ende der Saison 2016/17, in der Kolo in 17 Bundesliga-Einsätzen im Schnitt 1,2 Punkte erzielte, wurde der Vertrag mittels einer Option aufgelöst.
Im Juni 2017 wurde er von der Spielgemeinschaft Ehingen/Urspring (2. Bundesliga ProA) verpflichtet, Ende November 2017 wechselte er zum Quakenbrücker Verein Artland Dragons in die 2. Bundesliga ProB. In 13 Spielen im Hemd der Niedersachsen erzielte Kolo im Schnitt 9,8 Punkte sowie 6,5 Rebounds. Während der Sommerpause 2018 schloss sich Kolo den RheinStars Köln an, die sich zuvor freiwillig aus der ProA in die ProB zurückgezogen hatten. Im Januar 2019 musste er sich einer Operation am Schienbein unterziehen und damit die Saison 2018/19 beenden.
Anfang Juli 2019 wurde Kolo von den Wiha Panthers Schwenningen (Aufsteiger in die 2. Bundesliga ProA) unter Vertrag genommen, in der Sommerpause 2020 schloss er sich dem Drittligisten Itzehoe Eagles an. Kolo erreichte im Mai 2021 mit Itzehoe die Endspiele um die Meisterschaft in der 2. Bundesliga ProB, die aufgrund der Auswirkungen der anhaltenden COVID-19-Pandemie nicht ausgetragen wurden. Mit dem Einzug in die Endspiele erwarb seine Mannschaft das Aufstiegsrecht in die 2. Bundesliga ProA. Kolo war im Verlauf der Saison 2020/21 mit 15,5 Punkten und 8 Rebounds je Begegnung jeweils zweitbester Itzehoer in beiden Statistiken. Ende Januar 2022 kam es auf Kolos Wunsch zur Vertragsauflösung in Itzehoe. Er war im vorherigen Verlauf der Zweitligasaison 2021/22 mit rund 13 Punkten und 7,6 Rebounds je Begegnung Leistungsträger der abstiegsbedrohten Norddeutschen gewesen. Wenige Tage später wurde sein Wechsel zum Ligakonkurrenten Kirchheim Knights bekannt.
Zur Saison 2022/23 wechselte Kolo zur Mannschaft Toyoda Gosei Scorpions in die japanische B3-Liga. Mitte Oktober 2023 wurde er vom Bundesligisten Rostock Seawolves verpflichtet. Kolo verließ Rostock Mitte Januar 2024 und ging zum Zweitligisten Club Baloncesto Clavijo nach Spanien. Er wurde in 17 Spielen eingesetzt und brachte es für Clavijo im Durchschnitt auf 10,5 Punkte und 5,6 Rebounds je Begegnung.
In der Sommerpause 2024 unterschrieb er einen Vertrag beim Zweitligisten Artland Dragons. Für die Mannschaft aus Quakenbrück war Kolo bereits während des Spieljahres 2017/18 tätig gewesen. Im Februar 2025 ging er nach Kirchheim zurück.

## Nationalmannschaft
Kolo war Mitglied der deutschen U16-Nationalmannschaft.